# Derarimus yunnanus
Derarimus yunnanus is een keversoort uit de familie snoerhalskevers (Anthicidae). De wetenschappelijke naam van de soort is voor het eerst geldig gepubliceerd in 1998 door Telnov.